# Edilson Damião
Edilson Damião Lima (Curitiba, 13 de dezembro de 1977) é um engenheiro e político brasileiro, filiado ao Republicanos. É o atual vice-governador de Roraima.

## Política
Nas eleições de 2022, foi eleito vice-governador de Roraima na chapa de Antonio Denarium com 163.167 votos (56,47%).

## Desempenho Eleitoral
| Ano  | Eleição              | Partido      | Cargo           | Votos   | %      | Resultado | Ref   |
| ---- | -------------------- | ------------ | --------------- | ------- | ------ | --------- | ----- |
| 2022 | Estaduais em Roraima | Republicanos | Vice-governador | 163.167 | 56,47% | Eleito    | [ 3 ] |